# Bursera frenningiae
Bursera frenningiae är en tvåhjärtbladig växtart som beskrevs av D.S. Correll. Bursera frenningiae ingår i släktet Bursera och familjen Burseraceae. Inga underarter finns listade i Catalogue of Life.